# 195. п. н. е.

## Догађаји
- Битка код Гитиона